# Нащадки пророка Магомета
Аліди — нащадки двоюрідного брата пророка Магомета Алі ібн Абу Таліба і дочки Магомета Фатіми.
Сеїди — нащадки пророка Магомета від його внука Хусейна ібн Алі.
Шаріфи — нащадки пророка Магомета від його внука Хасана ібн Алі.